# Street Soldiers Tour
El Street Soldiers Tour fue una gira de conciertos que fue llevado a cabo por la banda de rock norteaericana Linkin Park en promoción de su primer álbum de estudio  "Hybrid Theory". Fue la segunda gira de la banda y luego de su gran gira, se les conoció a sus fanes como "Likinteros".

## Lista de canciones interpretadas
1. "With You"
2. "Runaway"
3. "Papercut"
4. "By Myself"
5. "Points of Authority"
6. "High Voltage" (Hybrid Theory cover)
7. "Crawling"
8. "Pushing Me Away"
9. "And One" (Hybrid Theory cover)
10. "In the End"
11. "A Place for My Head"
12. "Forgotten"
13. "One Step Closer"

## Fechas de la s presentaciones
| Fecha                 | Ciudad         | País          | Lugar                              |
| --------------------- | -------------- | ------------- | ---------------------------------- |
| Estados Unidos        |                |               |                                    |
| 26 de enero de 2001   | Seattle        | United States | Showbox Theatre                    |
| 27 de enero de 2001   | Portland       | United States | Roseland Theatre                   |
| 29 de enero de 2001   | Sacramento     | United States | Crest Theatre                      |
| 30 de enero de 2001   | San Francisco  | United States | The Fillmore                       |
| 1 de febrero de 2001  | San Diego      | United States | Canes Bar and Grill                |
| 2 de febrero de 2001  | Las Vegas      | United States | House Of Blues                     |
| 3 de febrero de 2001  | San Bernardino | United States | National Orange Show Events Center |
| 5 de febrero de 2001  | Magna, Utah    | United States | Saltair Pavilion                   |
| 6 de febrero de 2001  | Englewood      | United States | Gothic Theatre                     |
| 8 de febrero de 2001  | Minneapolis    | United States | Quest Club                         |
| 9 de febrero de 2001  | Lawrence       | United States | Liberty Hall                       |
| 10 de febrero de 2001 | St. Louis      | United States | The Pageant                        |
| 11 de febrero de 2001 | Chicago        | United States | House Of Blues                     |
| 13 de febrero de 2001 | Pontiac        | United States | Clutch Cargo's                     |
| 14 de febrero de 2001 | Columbus       | United States | Newport Music Hall                 |
| 15 de febrero de 2001 | Pittsburgh     | United States | Metropol                           |
| 21 de febrero de 2001 | New York City  | United States | Roseland Ballroom                  |
| 22 de febrero de 2001 | Washington     | United States | 9:30 Club                          |
| 23 de febrero de 2001 | Philadelphia   | United States | Electric Factory                   |
| 24 de febrero de 2001 | Providence     | United States | Lupo's Heartbreak Hotel            |